# Fútbol australiano femenino

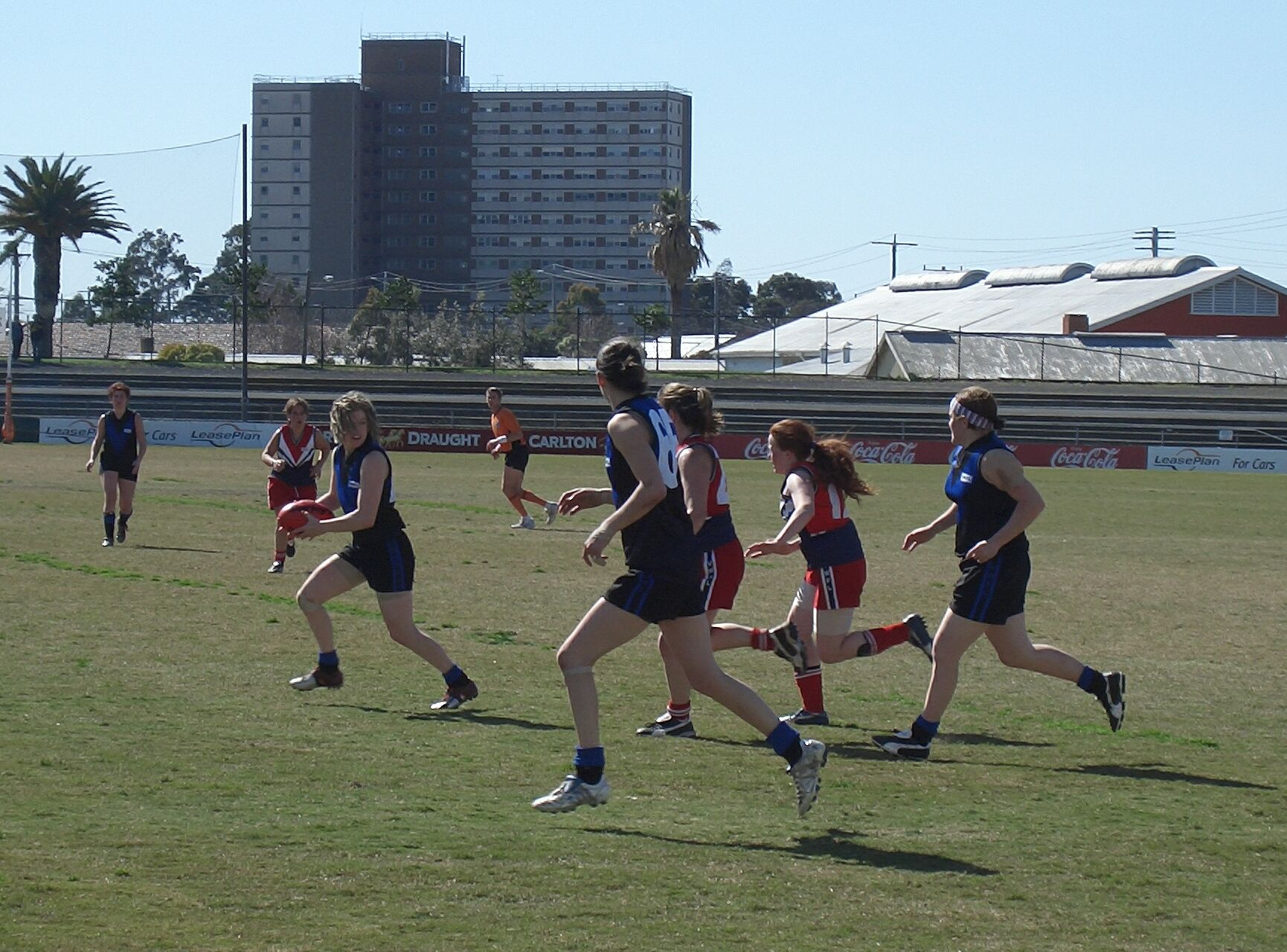
Jugadoras en acción en la Gran Final de la Primera División de la Liga VWFL de 2005. El equipo de Melbourne University MUGARS (jugando con equipación negra y azul) ganó a los Darebin Falcons.

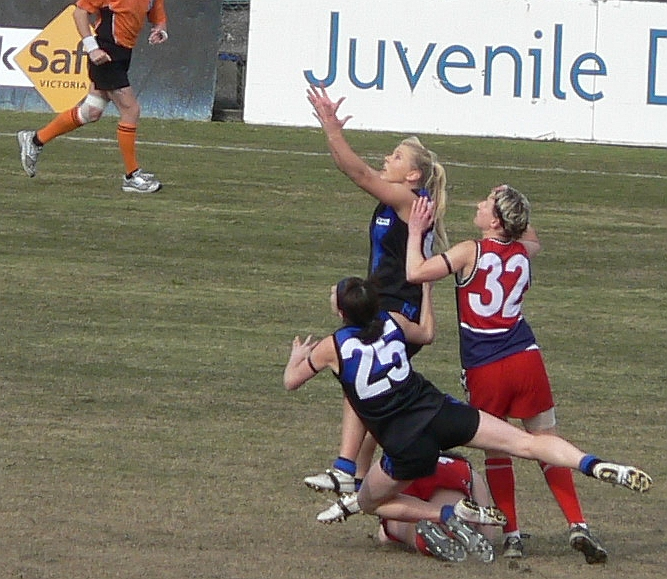
Una escena de marcación.

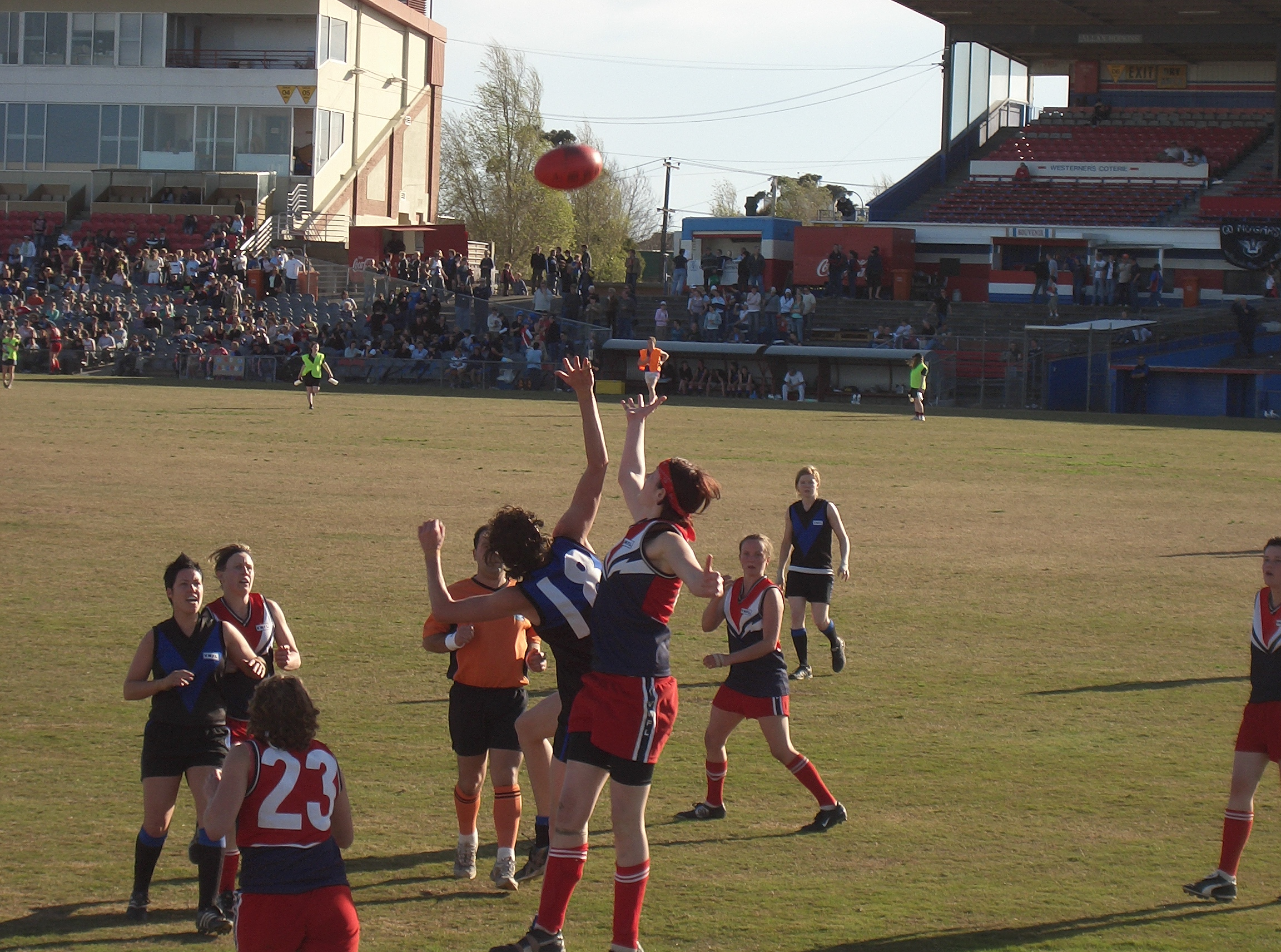
The rucks reach for the ball after the umpire (in orange) has balled it up. Taken at the Grand Final of the Victorian Women's Football League, Division 1. Melbourne University MUGARS (black and blue) def. Darebin Falcons.

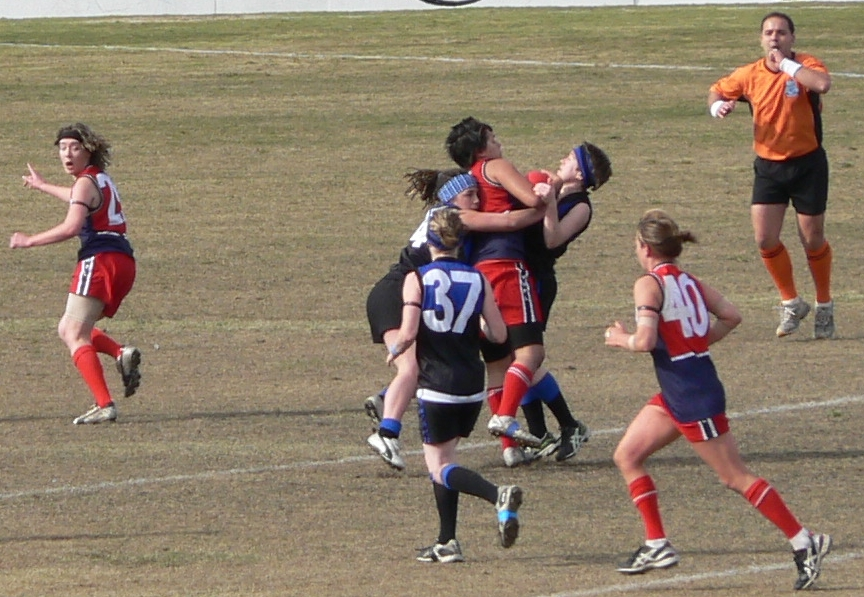
Una jugadora placada. El árbitro va a penalizar al equipo de Darebin (equiparan roja) por comerse la pelota y va a señalar un penalti a favor del equipo de Melbourne.

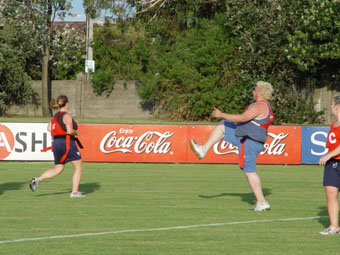
Rec Footy.

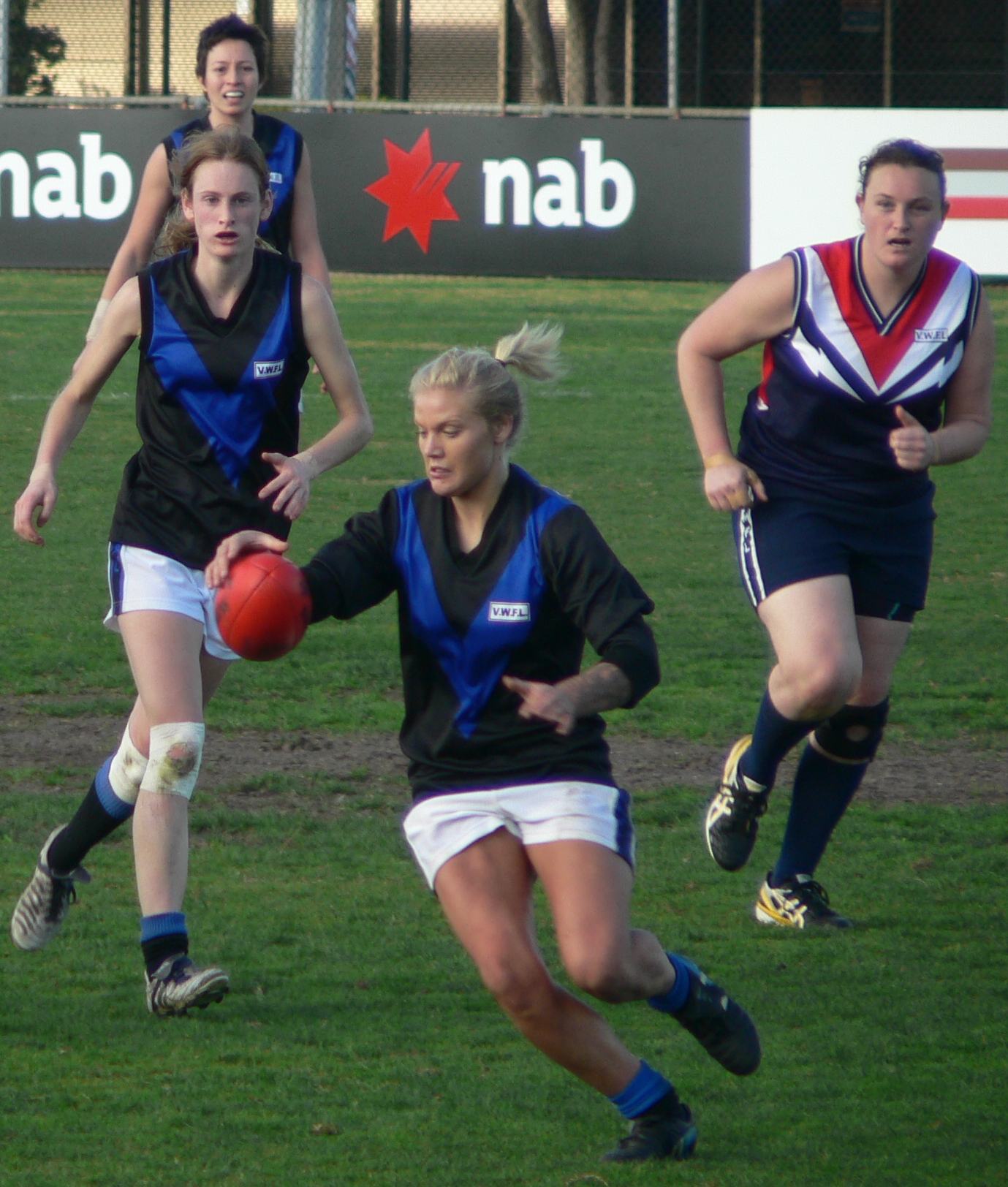
A Melbourne University player takes possession of the ball in the 2007 VWFL Grand Final won by the Darebin Falcons.

El fútbol australiano femenino es la modalidad femenina del fútbol australiano. Se juega en Australia, Argentina, Estados Unidos, Papúa Nueva Guinea, Nueva Zelanda, Canadá y Japón.[cita requerida] Es uno de los principales deportes femeninos de Australia, después del Netball. La mejor jugadora de todos los tiempos es Debbie Lee. [cita requerida]
La Liga de Fútbol Femenino Victoriana (VWFL, por sus siglas en inglés) es la liga femenina más antigua y grande del mundo que sigue las reglas del fútbol australiano para mujeres. Está compuesta por 47 clubes de la región de Victoria en Australia, existen 7 divisiones con un total de aproximadamente 1,000 jugadoras. La liga se creó en 1981 con tan solo 4 equipos.

## Internacionalmente
Se juega internacionalmente en Australia, Estados Unidos, Papúa Nueva Guinea, Nueva Zelanda y Japón. Hay ligas en Australia (8) Estados Unidos (3) Nueva Zelanda (1) y Japón (1). 

### Campeonatos
Actualmente no hay campeonato oficial internacional pero Australia, Estados Unidos, Papúa Nueva Guinea y Nueva Zelanda tienen equipos nacionales. Papúa Nueva Guinea mandó un equipo nacional de sub-16 a los campeonatos de fútbol australiano femenino federales australianos de 2007.

## Participación
- Australia: 18,609 Mujeres
- EE. UU.: 300 Mujeres
- Nueva Zelanda 80 Mujeres
- Japón 70 Mujeres
- Papúa Nueva Guinea 200 Mujeres